# Freycinetia verruculosa
Freycinetia verruculosa är en enhjärtbladig växtart som beskrevs av Otto Warburg. Freycinetia verruculosa ingår i släktet Freycinetia och familjen Pandanaceae.
Artens utbredningsområde är Nya Kaledonien. Inga underarter finns listade.